# فرانسوا كوبران
فرانسوا كوبران (François Couperin) الملقب بالعظيم، عاش (باريس 1668-1733 م) هو مؤلف موسيقي فرنسي، ينحدر من عائلة أنجبت العديد من كبار الموسيقيين. يعتبر أكبر أساتذة آلة الكلافسِن (البيانو القيثاري) في فرنسا. ألف العديد من الموتيتات، السوناتات، والكونشرتوهات الملكية (وضعها خصيصا للملك لويس الرابع عشر)، وبعض القطع لآلة الفيولا (من الآلات الوترية).

## حياته
فرانسوا كوبران، المعروف بكوبران العظيم لتمييزه عن أقاربه الموسيقيين المختلفين، كان مؤلف موسيقي فرنسي بارز للفترة بين لولي ورامو. في موسيقاه سعى للصلح بين الصفات الغنائية الرشيقة للأسلوب الفرنسي السائد، كما مثلها لولي مع طاقة الأسلوب الإيطالي، الذي مثله كوريللي. حقا أحد مجموعات مقطوعاته الآلية تحمل عنوان «الأساليب متحدة» وكتب إشادة موسيقية لكلا المؤلفين التي تصورت الحياة الآخرة الهارمونية في الفردوس. على الأرجح كوبران اشتهر لكتبه الأربعة لمقطوعات الهاربسكورد (مقطوعات الكلافسان): نحو 220 مقطوعة صغيرة مصاغة بعبقرية كانت عناوينها الغامضة وذكاءها الرقيق تقارن بتكرار مع اللوحات الأنيقة والغامضة لمعاصره أنطوان واتو.
كانت أسرة كوبران عائلة موسيقية لينافسون أسرة باخ. حقا الوظيفة الأولى لفرانسوا كوبران كعازف أرغن في كنيسة سانت جيرفاس في باريس، شغلها والده وعمه حتى 1826. في سن 25 خلف مدرسه جاك ثوملين، كعازف أرغن عند الملك، وبعد عدة سنوات عزز موقعه في البلاط حين أصبح مدرس هاربسكورد للعديد من الأطفال الملكيين. القليل من التفاصيل الأخرى معروفة عن حياته. حصل على وسام بعد وقت قصير من الوصول للبلاط، وعام 1702 أصبح فارسا برطبة لطران. لم يبق أي من رسائله مع باخ (نعتقد أنها انتهى بها الحال كغطاء لآنية مربى) لكن من نبرة رسائله الباقية وبحثه الشهير للكيبورد (فن العزف على آلة الهاربسكورد) يبدو أنه امتلك حسا الدعابة الساخر. ربما كان هذا السبب الذي أبعده عن التعيين في أي وظائف أخرى في البلاط حتى 1717 حين تولى بعد دان جلبرت منصب عازف الهاربسكورد لدى الملك وهو منصب شغله حتى وفاته.

## أعماله

### الموسيقى الغنائية
الذكاء والابتكار الذي يميز الكثير من معظم موسيقى كوبران يظهر في مقطوعاته الغنائية الدينية لشيء أبسط وأكثر مباشرة بكثير، رغم أنه ما زال يؤكد على الميلودي. هذه الأعمال تميل لأن تكون على نطاق صغير وتكون حميمة تتبع نموذج كاريسيمي وطالبه الفرنسي شاربنتييه ولا أحد منها أجمل من «دروس الظلام» وهي تلحين لنعي جيريمي ليعزف في الثلاثة أيام قبل عيد الفصح وأحد أعظم أمجاد موسيقى الباروك الفرنسية. العنوان يشير لحقيقة أنه أثناء الصلوات في تلك الأيام الثلاثة كل شموع الكنيسة تطفأ تدريجيا لترمز لمعاناة المسيح. كتب كوبران التسعة دروس (3 لكل يوم) لكن فقط أول ثلاثة ظلت. كل درس يفتتح بحرف عبري يغني على خط غنائي حسي وسلس بعذ ذلك الأسلوب الغنائي دمج بين التصنع والغناء حيث يقدم عذاب مقيد لكن فصيح لنعي جيريمي في سقوط القدس.

### موسيقىآلة المفاتيح
الأربع كتب للهاربسكورد التي كتبها كوبران منظمة ل27 متتالية. رغم اعتمادها على أشكال راقصة معظم المقطوعات الفردية في هذه المتتاليات لها عناوين مدهشة مثل «الحصون الغامضة» (أشهر مقطوعة ذاتية له) les idées heureuses وL'Arlequine بعضها وصف كما يبدو في حين قد تحمل أخرى بعض الأهمية الخاصة. القدرة التعبيرية للموسيقى تدعمها الزخرفة الثرية التي لا تكون مألوفة للعصر لا تترك أبدا لتقدير العازف لكن دائما محددة بدقة. في بعض المقطوعات يتبنى ما يعرف بالأسلوب المكسور حيث لا تعزف نغمات التآلف كلها معا لكن واحد يعد الآخر (اصلا في محاكاة عازفي العود). رغم افتقار الانبهار السابق والكونترابنط الثري لأعمال باخ للكيبورد أعمال كوبران أكثر ذاتية مع تأكيد على اللحن وتنوع واسع للأمزجة من الخفيف والأنين للحاد والخاضع.

### مقطوعات للفيولا
عمل بارز من أعمال كوبران الصولو الأخرى لموسيقى الآلات هو عمل كتبه في مرحلة متأخرة وهو مقطوعات للفيولا. كانت موسيقى الفيول تلقى تقديرا خاص في فرنسا لكن الآن تراجعت. مقطوعات كوبران كتبها في السننة بعد وفاة مارين ماريز عازف الفيول العظيم في هذه الفترة وربما كان يقصد أن يهدي العمل له. العمل يتكون من متتاليتين، هذه الموسيقى تتميز بابتكار وسحر نادر- من المقدمة الحزينة للمتتالية الأولى للنشاط الذي يميز الحركة الختامية في المتتالية الثانية (التي أطلق عليها الاسم الغامض «القميص الأبيض»). رغم أن الباص فيول – المعروف أيضا بفيولا الساق – لا يحمل نفس صوت التشيللو الحديث الصفة الأجشة لنبرتها الوترية تمنحها ضعف يكمل الطبيعة الحزينة لهذه الموسيقى.

## هوامش
1. ↑  Biblioteca Virtual Miguel de Cervantes (بالإسبانية), QID:Q4903493
2. ↑  People of Modernity Base، QID:Q116166943
3. 1 2 3 4  The Rough Guide to Classical Music by Joe Staines

## روابط خارجية
- فرانسوا كوبران على موقع IMDb (الإنجليزية)
- فرانسوا كوبران على موقع الموسوعة البريطانية (الإنجليزية)
- فرانسوا كوبران على موقع الموسوعة البريطانية (الإنجليزية)
- فرانسوا كوبران على موقع ميوزك برينز (الإنجليزية)
- فرانسوا كوبران على موقع أول موفي (الإنجليزية)
- فرانسوا كوبران على موقع قاعدة بيانات برودواي على الإنترنت (الإنجليزية)
- فرانسوا كوبران على موقع قاعدة بيانات الأفلام السويدية (السويدية)
- فرانسوا كوبران على موقع إن إن دي بي (الإنجليزية)
- فرانسوا كوبران على موقع أول ميوزيك (الإنجليزية)
- فرانسوا كوبران على موقع ديسكوغز (الإنجليزية)